# جليل انيبابا
جليل انيبابا (بالإنجليزية: Jalil Anibaba)‏ (19 أكتوبر 1988 بفوليرتون في الولايات المتحدة - ) هو لاعب كرة قدم أمريكي في مركز الدفاع. شارك مع منتخب الولايات المتحدة تحت 18 سنة لكرة القدم ومنتخب الولايات المتحدة تحت 20 سنة لكرة القدم. أما مع النوادي، فقد لعب مع سبورتينغ كانساس سيتي وسياتل ساوندرز وشيكاغو فاير ونيو إنجلاند ريفولوشن وهيوستن دينامو وSalem City FC ‏.

## وصلات خارجية
- جليل انيبابا على موقع الدوري الأمريكي (الإنجليزية)
- جليل انيبابا على موقع قاعدة بيانات كرة القدم.إي يو (الإنجليزية)
- جليل انيبابا على موقع Soccerbase.com (لاعب) (الإنجليزية)
- جليل انيبابا على موقع Soccerway.com (الإنجليزية)
- جليل انيبابا على موقع عالم كرة القدم.نت (الإنجليزية)
- جليل انيبابا على موقع AS.com (الإسبانية)